# World RX de Bélgica 2014
El World RX de Bélgica 2014, oficialmente Rallycross of Belgium fue la sexta prueba de la Temporada 2014 del Campeonato Mundial de Rallycross. Se celebró del 12 al 13 de julio de 2014 en el Circuito Jules Tacheny Mettet ubicado en la ciudad de Mettet, Provincia de Namur, Bélgica.
La prueba fue ganada por Toomas Heikkinen quien consiguió su primera victoria de la temporada y de su carrera a bordo de su Volkswagen Polo, Timmy Hansen término en segundo lugar en su Peugeot 208 T16 y Johan Kristoffersson finalizó tercero con su Volkswagen Polo.

## Series
| Pos.            | No. | Piloto                  | Equipo                      | Auto                | H1   | H2   | H3   | H4   | Pts |
| --------------- | --- | ----------------------- | --------------------------- | ------------------- | ---- | ---- | ---- | ---- | --- |
| 1               | 57  | Toomas Heikkinen        | Marklund Motorsport         | Volkswagen Polo     | 3º   | 3º   | 3º   | 2º   | 16  |
| 2               | 92  | Anton Marklund          | Marklund Motorsport         | Volkswagen Polo     | 1º   | 2º   | 8º   | 11º  | 15  |
| 3               | 53  | Johan Kristoffersson    | Volkswagen Dealer Team KMS  | Volkswagen Polo     | 8º   | 1º   | 9º   | 3º   | 14  |
| 4               | 11  | Petter Solberg          | PSRX                        | Citroën DS3         | 4º   | 6º   | 2º   | 4º   | 13  |
| 5               | 4   | Robin Larsson           | Larsson Jernberg Motorsport | Audi A1             | 2º   | 5º   | 6º   | 14º  | 12  |
| 6               | 5   | Pontus Tidemand         | EKS RX                      | Audi S1             | 5º   | 8º   | 4º   | 8º   | 11  |
| 7               | 3   | Timmy Hansen            | Team Peugeot-Hansen         | Peugeot 208 T16     | 10º  | 4º   | 24º  | 1º   | 10  |
| 8               | 1   | Timur Timerzyanov       | Team Peugeot-Hansen         | Peugeot 208 T16     | 13º  | 15º  | 7º   | 9º   | 9   |
| 9               | 15  | Reinis Nitišs           | Olsbergs MSE                | Ford Fiesta ST      | 6º   | DNF  | 1º   | 13º  | 8   |
| 10              | 33  | Liam Doran              | Monster Energy World RX     | Citroën DS3         | 18º  | 18º  | 13º  | 6º   | 7   |
| 11              | 8   | Peter Hedström          | Hedströms Motorsport        | Škoda Fabia         | 14º  | 12º  | 20º  | 12º  | 6   |
| 12              | 27  | Davy Jeanney            | Monster Energy World RX     | Citroën DS3         | 15º  | 10º  | 10º  | 23º  | 5   |
| 13              | 79  | Edward Sandström        | EKS RX                      | Audi S1             | 24º  | 26º  | 5º   | 7º   | 4   |
| 14              | 7   | Emil Öhman              | Öhman Racing                | Citroën DS3         | 19º  | 9º   | 15º  | 25º  | 3   |
| 15              | 25  | Jacques Villeneuve      | Albatec Racing              | Peugeot 208         | 17º  | 16º  | 14º  | 22º  | 2   |
| 16              | 88  | Henning Solberg         | Eklund Motorsport           | Saab 9-3            | 9º   | DNF  | 23º  | 5º   | 1   |
| 17              | 67  | François Duval          | Marklund Motorsport         | Volkswagen Polo     | DNF  | 7º   | 11º  | 21º  |     |
| 18              | 74  | Jérôme Grosset-Janin    | Jérôme Grosset-Janin        | Renault Clio        | 12º  | 25º  | 12º  | 24º  |     |
| 19              | 52  | Ole Christian Veiby     | Volkswagen Dealer Team KMS  | Volkswagen Polo     | 16º  | 17º  | 28º  | 15º  |     |
| 20              | 99  | Tord Linnerud           | Helmia Motorsport           | Renault Clio        | 7º   | 11º  | 27º  | DNF  |     |
| 21              | 26  | Andy Scott              | Albatec Racing              | Peugeot 208         | 23º  | 19º  | 19º  | 19º  |     |
| 22              | 22  | Koen Pauwels            | Koen Pauwels                | Ford Focus          | 25º  | 22º  | 21º  | 16º  |     |
| 23              | 24  | Tommy Rustad            | HTB Racing                  | Volvo C30           | 11º  | DNF  | 17º  | 26º  |     |
| 24              | 6   | Alexandre Theuil        | Alexandre Theuil            | Citroën DS3         | DNF  | 14º  | 22º  | 20º  |     |
| 25              | 66  | Derek Tohill            | LD Motorsports World RX     | Citroën DS3         | 26.º | 20.º | 30.º | 17º  |     |
| 26              | 9   | Michaël de Keersmaecker | De Bokkenrijders            | Volkswagen Scirocco | 22º  | 13º  | 18º  | 30.º |     |
| 27              | 37  | Pavel Koutný            | Czech National Team         | Ford Fiesta         | DNF  | 23º  | 25º  | 18º  |     |
| 28              | 48  | Lukas Walfridson        | Helmia Motorsport           | Renault Clio        | 21º  | 21º  | 16º  | EXC  |     |
| 29              | 54  | Jos Jansen              | JJ Racing                   | Ford Focus          | 20º  | 24º  | 29º  | EXC  |     |
| 30              | 13  | Andreas Bakkerud        | Olsbergs MSE                | Ford Fiesta ST      | DNF  | DNS  | DNF  | 10º  |     |
| 31              | 70  | Patrick van Mechelen    | OTRT                        | Ford Fiesta         | DNF  | DNS  | 26º  | DNF  |     |
| 32              | 68  | Ronny Scheveneels       | Ronny Scheveneels           | Škoda Fabia         | DNS  | 27º  | DNS  | DNF  |     |
| Reporte Oficial |     |                         |                             |                     |      |      |      |      |     |

## Semifinales
Semifinal 1
| Pos.            | No. | Piloto               | Equipo                      | Tiempo   | Pts |
| --------------- | --- | -------------------- | --------------------------- | -------- | --- |
| 1               | 53  | Johan Kristoffersson | Volkswagen Dealer Team KMS  | 4:10.693 | 6   |
| 2               | 57  | Toomas Heikkinen     | Marklund Motorsport         | +0.026   | 5   |
| 3               | 3   | Timmy Hansen         | Team Peugeot-Hansen         | +0.514   | 4   |
| 4               | 4   | Robin Larsson        | Larsson Jernberg Motorsport | +1.097   | 3   |
| 5               | 15  | Reinis Nitišs        | Olsbergs MSE                | +2.147   | 2   |
| 6               | 8   | Peter Hedström       | Hedströms Motorsport        | +21.502  | 1   |
| Reporte Oficial |     |                      |                             |          |     |

Semifinal 2
| Pos.            | No. | Piloto            | Equipo                  | Tiempo     | Pts |
| --------------- | --- | ----------------- | ----------------------- | ---------- | --- |
| 1               | 11  | Petter Solberg    | PSRX                    | 4:07.139   | 6   |
| 2               | 5   | Pontus Tidemand   | EKS RX                  | +2.521     | 5   |
| 3               | 92  | Anton Marklund    | Marklund Motorsport     | +3.670     | 4   |
| 4               | 1   | Timur Timerzyanov | Team Peugeot-Hansen     | +5.736     | 3   |
| 5               | 27  | Davy Jeanney      | Monster Energy World RX | +4 Vueltas | 2   |
| 6               | 33  | Liam Doran        | Monster Energy World RX | +4 Vueltas | 1   |
| Reporte Oficial |     |                   |                         |            |     |

## Final
| Pos.            | No. | Piloto               | Equipo                     | Tiempo    | Pts |
| --------------- | --- | -------------------- | -------------------------- | --------- | --- |
| 1               | 57  | Toomas Heikkinen     | Marklund Motorsport        | 04:05.840 | 8   |
| 2               | 3   | Timmy Hansen         | Team Peugeot-Hansen        | +0.335    | 5   |
| 3               | 53  | Johan Kristoffersson | Volkswagen Dealer Team KMS | +1.148    | 4   |
| 4               | 11  | Petter Solberg       | PSRX                       | +2.928    | 3   |
| 5               | 92  | Anton Marklund       | Marklund Motorsport        | +6.694    | 2   |
| 6               | 5   | Pontus Tidemand      | EKS RX                     | +1 Vuelta | 1   |
| Reporte Oficial |     |                      |                            |           |     |